# Panzerfaust 3
Panzerfaust 3 — німецький напіводноразовий ручний протитанковий гранатомет, розроблений в період з 1978 по 1985 рік і прийнятий на озброєння Бундесверу в 1987 році. Був замовлений в 1973 році, щоб забезпечити західнонімецьку піхоту ефективною протитанковою зброєю проти сучасних радянських танків, замінивши застарілі PzF 44 та шведські Carl Gustaf.
Він складається з блоку керування вогнем та одноразового пускового пристрою. У свою чергу блок керування вогнем має у своєму складі складні рукоятки, ударно-спусковий та запобіжний механізми, складаний плечовий упор та оптичний приціл. Існує модернізована версія блоку керування вогнем, оснащена балістичним комп'ютером, оптичним прицілом, лазерним далекоміром. Гранатомет може вести вогонь реактивними гранатами з кумулятивною або тандемною бойовою частиною.

## Історія
Назва Panzerfaust 3 походить від Panzerfaust використовуваного німецькою армією в другій світовій війні, який складався з невеликої одноразової попередньо зарядженої пускової труби, яка стріляла протитанковою кумулятивною гранатою.
Впровадження динамічного і комбінованого захисту на танках Варшавського договору поклало початок вдосконаленню ручних протитанковий гранатометів.
Після створення Бундесверу в 1956 році одним із завдань усіх військових формувань була боротьба з бронетехнікою і танками.
Бундесвер у той час був озброєний гранатометами Panzerfaust 44 і Carl Gustaf. Ці системи могли боротися не тільки з танками, а й з кулеметними гніздами, протитанковими позиціями чи польовими позиціями. Протягом 1970-х років були розроблені нові концептуальні і тактичні міркування, щоб збалансувати постійний розвиток танкової техніки.
У 1979 році компанія Dynamit Nobel AG отримала замовлення на розробку. Перші військові випробування почалися в 1986 році, а в 1992 році на озброєння офіційно приняли Panzerfaust 3. Покращений PzF 3-T замінив оригінальну модель наприкінці 1990-х років. Він отримав нову тандемну-кумулятивну бойову частину для ураження танків захищених динамічним захистом. Остання модифікація PzF 3-IT-600 може стріляти на відстань до 600 метрів завдяки вдосконаленому комп’ютерному механізму прицілювання та наведення.

## Будова

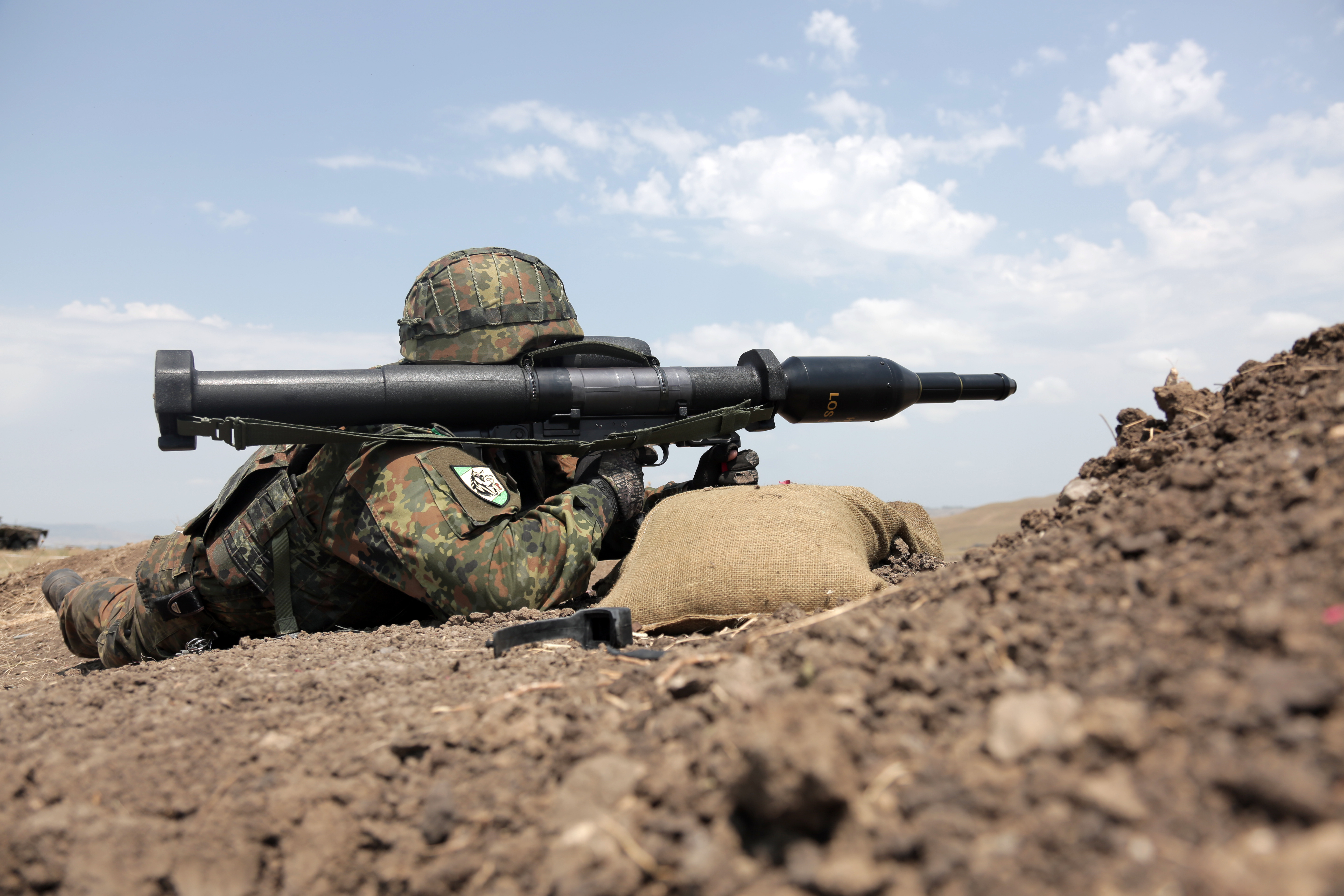
Капрал німецької армії очікує наказ відкрити огонь з Panzerfaust 3. Вазіані, Грузія, 2017 рік.

Panzerfaust 3 — це компактна, легка, протитанкова зброя. Він складається з одноразової пускової з гранатою калібру 110 мм і багаторазовим прицільним пристроєм.
Для стрільби по танкам, гранатометник викручує стержень на гранаті назовні, при стрільби по неброньбованим цілям, стержень не висувається. 
Panzerfaust 3 достатньо легкий, щоб переносити та вести вогонь одній людині.  Однак ранні варіанти описувалися як надмірно громіздкі та незручні. Крім того, ударно-спусковий механізм був схильний до заклинювання. Ним можна стріляти із закритих приміщень, оскільки він не виділяє значної кількості порохових газів. 
Розгінний пороховий заряд в його трубі запалюється від затвора через пружинний механізм.  Після викиду з пускової установки  граната рухається на безпечну відстань, а потім запалюється ракетний двигун, розганяючи її до максимальної швидкості, після чого він рухається по інерції до зіткнення.  Навідник несе принаймні два боєприпаси, тоді як помічник гранатометника несе ще три гранати. 
Усі елементи керування легко використовувати в усіх положеннях стрільби (лежачи, сидячи, або стоячи). Після пострілу зі зброї ударно-спусковий механізм з прикріпленим оптичним прицілом знімається, а ствол викидається, ударно-спусковий механізм багаторазовий. Ефективна дальність бою Panzerfaust 3 становить від 15 до 300 м проти рухомих цілей і до 600 м проти статичних.
Граната Pzf-3-LR обладнана напівактивною лазерною системою самонаведення, що дозволяє їх вражати рухомі цілі на любій можливій відстані. Для забезпечення боєздатності вночі перед оптичним прицілом може бути встановлений прилад нічного бачення.
Запобіжник активує боєголовку після польоту на відстань приблизно 5 м.  Після цього граната детонує при зіткненні, або самоліквідується на відстані в 920 м.

## Варіанти та модифікації
- Panzerfaust 3 (Pzf 3):
  - Найперша версія з 110-мм кумулятивною гранатою. Бронепробивність: 700 мм.
  - Денний оптичний приціл. Ефективність до 300 м для рухомих цілей, до 400 м по нерухомої цілі.

- Panzerfaust 3-T:
  - Нова тандемна граната.
  - Ефективний проти цілей до 300 м, що рухаються, 400 м нерухомі.

- Panzerfaust 3-T600:
  - Комп’ютерний лазерний денний приціл IS2000 з дальністю дії до 600 м для рухомих цілей.
  - Удосконалене кріплення на штатив з пакетом датчиків SIRA використовує акустичне виявлення та спрацьовування ІЧ-сенсору.
  - Нічний приціл Simrad KN250 series II.
  - Час від фіксації до стрільби 3-4 секунди.

- Panzerfaust 3-IT600:
  - Нові гранати Pzf-N та Pzf-3-LR/RS пробивають броню товщиною 900 мм, або 750 мм, якщо ціль захищена динамічним захистом.
  - Pzf-3-LR використовує напівактивну лазерну систему самонаведення, для якої потрібне лазерне цілевказання.

- Panzerfaust 3LTW:
  - Легка пускова установка вагою менше 10 кг.

## Характеристики

### PzF 3
Стандарта версія з кумулятивною протитанковою бойовою частиною. 
- Калібр:
  - Пускова установка: 60 мм
  - Граната: 110 мм
- Маса:
  - Зарядженого гранатомету: 15.2 кг
  - Гранати: 3.9 кг
- Довжина: 1200 мм
- Початкова швидкість: 152 м/с
- Максимальна швидкість: 243 м/с

Приціли: оптичні приціли
- Максимальна ефективна дальність:
  - Стаціонарні цілі: 400 м
  - Рухомі цілі: 300 м
- Мінімальна ефективна дальність: 20 м
- Бронепробивність:
  - Катана гомогенна броня: 700 мм
  - Бетон: 1600 мм

### PzF 3-IT
Покращений варіант з тандемною бойовою частиною (призначений для  пробиття динамічного захисту)
- Калібр:
  - Пускова установка: 60 мм
  - Граната: 110 мм
- Маса:
  - Зарядженого гранатомету: 15.6 кг
  - Гранати: 3.9 кг
- Довжина: 1200 мм
- Початкова швидкість: 152 м/с
- Максимальна швидкість: 220 м/с

Приціли: оптичні приціли
- Максимальна ефективна дальність:
  - Стаціонарні цілі: 400 м
  - Рухомі цілі: 300 м (600 м з прицілом DYNARANGE)
- Мінімальна ефективна дальність: 20 м
- Бронепробивність:
  - Катана гомогенна броня: 900 мм

### PzF 3 Bunkerfaust
Призначений для боротьби з бункерами, легкоброньованими цілями і піхотою.
- Калібр:
  - Пускова установка: 60 мм
  - Граната: 110 мм
- Маса:
  - Зарядженого гранатомету: 15.6 кг
  - Гранати: 3.9 кг
- Довжина: 1200 мм
- Початкова швидкість: 149 м/с
- Максимальна швидкість: 212 м/с

Приціли: оптичні приціли
- Максимальна ефективна дальність: 300 м
- Мінімальна ефективна дальність: 20 м
- Бронепробивність:
  - Катана гомогенна броня: 110 мм
  - Бетон: 360 мм
  - Мішки з піском: 1300 мм

### Боєприпаси
- PzF 3:
  - HEAT-125, HEAT-90, HESH, MZ-110 (багатоцільовий-осколковий) , освітлювальний, димовий, іч-димовий.
  - 3LW-HESH, 3LWD, багатоцільовий PZF-3, протибункерний.
- PzF 3-IT:
  - Pzf-N (тандемний)
  - Pzf-3-LR (тандемний з лазерним наведенням)
  - Інші боєприпаси , що вказані вище.

## Оператори
- Австрія
- Бельгія
- Німеччина
- Італія
- Україна
- Нідерланди
- Південна Корея
- Швейцарія
- Україна — 950 пускових та 3400 гранат станом на 25 березня 2022 року, отриманих з Німеччини (900 одиниць + 3000 гранат) та Нідерландів (50 одиниць + 400 гранат).
- Японія[1]

### Україна
На тлі російського вторгнення в Україну 2022 року, влада Нідерландів оголосила про відправлення в Україну 50 одиниць гранатометів Panzerfaust 3 та 400 гранат для них, ще 1000 гранат Panzerfaust 3 направляє Німеччина.
23 березня 2022 року Німеччина ухвалила рішення про відправлення ще 2000 гранат Panzerfaust 3.